# エジプト語
エジプト語（エジプトご）は、古代エジプト時代からイスラームの征服によってエジプトがアラブ化されるまでの間エジプトで用いられていた言語。アフロ・アジア語族に属する。ヒエログリフやそれを崩した文字、コプト語時代はコプト文字で書かれた。現在はコプト語が主として典礼言語として用いられており、数家庭のみこれを母語として伝承している。
最も古いエジプト語で記された記録は、紀元前3200年頃のもので、これは書かれた人間の言語の記録としても最古のものに属する。コプト語は17世紀頃まで日常言語として使用する話者が存在していたが、それ以降はエジプトにおける日常語はアラビア語エジプト方言に完全に取って代わられた。しかし、上エジプトの隔絶地に19世紀頃まで話者が存在していたという研究者もいる。

## 時代区分
エジプト学の研究者はエジプト語に大きく以下の6つの時代区分を設けている。
- 初期エジプト語（英語版） (Archaic Egyptian/Pre-Old Egyptian)（紀元前3200年 - 紀元前2600年頃）
- 古エジプト語（英語版） (Old Egyptian)（紀元前2600年 – 紀元前2000年頃）
- 中エジプト語（英語版） (Middle Egyptian)（紀元前2000年 – 紀元前1300年頃）
- 新エジプト語 (Late Egyptian)（紀元前1300年 – 紀元前700年頃）
- 民衆文字エジプト語（デモティック・エジプト語） (Demotic)（紀元前7世紀 – 紀元5世紀頃）
- コプト語 (Coptic)（紀元4世紀 – 17世紀頃）

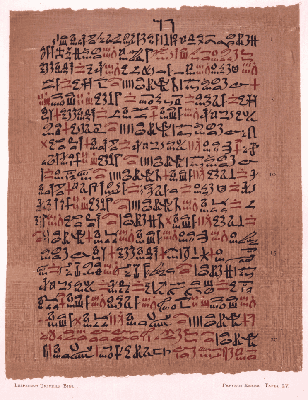
エーベルス・パピルス（エジプト語で書かれた医学文書。喘息の治療法について書かれた部分。文字はヒエラティック。）

エジプト語による最古の記録は紀元前3200年頃のものである。およそ新石器時代からエジプト初期王朝時代に残された碑文等の記録をまとめて初期エジプト語と呼ぶ。
古エジプト語は、エジプト古王国時代からエジプト第1中間期まで、紀元前2600年頃から500年以上にわたって使用されたエジプト語である。残された記録としては、ピラミッドの玄室の側面に記された神々への祈祷文『ピラミッド・テキスト』(Pyramid Texts) や、墓の壁面に記された故人の自伝的内容の文章等が代表的なものである。中エジプト語との差異はほとんど見られないが、ヒエログリフの表記に関して、名詞の複数形を表すのに表意文字や限定符等が3つ繰り返される点など、古エジプト語ならではの特徴的な表記法は見られる。
中エジプト語は、紀元前2000年頃から700年以上にわたり使用され、後に新エジプト語に取って代わられた。しかし中エジプト語はエジプト語における古典的な文体と位置づけられ、紀元2世紀から3世紀頃まで書記言語として使用され続けた。
デモティック・エジプト語（民衆語）は、紀元前650年頃から紀元5世紀頃まで、日常言語として話されていたエジプト語である。
コプト・エジプト語（コプト語）は、紀元4世紀以降のエジプト語を指す。17世紀までは日常言語として使用している話者がおり、ルネサンス期にはヨーロッパの学者達がエジプトを訪れ、母語話者からコプト語を習っていたほどである。エジプトでも地方では、その後も数世紀の間は話し言葉として生き残っていた可能性がある。今日では、コプト正教会において典礼言語としてボハイラ方言が用いられている。
古、中、新のそれぞれのエジプト語の表記に使用された文字は、ヒエログリフまたは、ヒエログリフの崩し字体であるヒエラティックである。デモティックは、ヒエラティックがさらに簡略化された字体で、文字は右から左へと書かれた。コプト語の表記に使用されたのはコプト文字である。これはギリシア文字に、ギリシア語にはないエジプト語の発音を表す、デモティックを素にした文字を加えたものである。
また、文法における統合性の観点から、古エジプト語、中エジプト語を前期エジプト語（Earlier Egyptian）、新エジプト語、デモティック・エジプト語、コプト・エジプト語を晩期エジプト語（Later Egyptian）と分ける学者もいる。

## エジプト語の言語構造
エジプト語の構造はアフロ・アジア語族に典型的な特徴を有している。すなわち、アラビア語やヘブライ語など、他のアフロ・アジア語族の言語と同様、語彙の大半は語根と呼ばれる子音の組み合わせにより成り立っている。語根は大抵3つの子音から成り、例えば ⟨nfr⟩ という語根は「良い」、「美しい」などの意味を持つ。語根には、⟨rʕ⟩「太陽」（/ʕ/ は有声咽頭摩擦音）のように2つの子音から成る語根もあるが、まれに ⟨sḫdḫd⟩ 「逆さまになる」のように、5つも子音が組み合わされているものも存在する。これらの語根に、母音や接辞などの他の子音が組み合わされることにより、語根の意味に関係する様々な語が形成されるのである。しかし、他のアフロ・アジア語族の言語同様、エジプト語においても母音は文字で表記されなかったため、今日、エジプト語の個々の単語の発音を正確に知ることはできない。例えば、"ankh" という語は、どの母音が組み合わされたかによって「生命」、「生活する」、「生きている」など、さまざまな単語になりうるのである。また、エジプト語のローマ字転写に見られる、⟨a⟩, ⟨i⟩, そして ⟨u⟩ も、本来は全て子音を表している。例えば有名なツタンカーメン（トゥトアンクアメン）王のエジプト語の表記は、twt-ʕnḫ-ỉmn である。学者たちはこれらの子音に仮の音価を割り当て（一部の子音には仮の音価として母音を割り当て）、便宜的な発音を定めたのである。もちろん、このようなエジプト語の人工的な発音方式は、エジプト人が当時発音していた実際の音価とは異なるものであり、実際の音価についてはさまざまな議論が行われている。
エジプト語で区別されている子音は、両唇音、唇歯音、歯茎音、硬口蓋音、軟口蓋音、口蓋垂音、咽頭音、そして声門音であり、アラビア語に類似している。
中エジプト語の基本的な語順はVSO型である。「男が戸を開ける」という文は、エジプト語では wn s ˁȝ となり、前から順番に逐語訳すると「開ける・男・戸」となる。
エジプト語の単語の形態的な特徴としては、セム語派の言語に見られるような名詞の連語形という語形変化が挙げられる。後の名詞が前にある名詞の属格として置かれた際、前の名詞の母音や語尾が特別な形になるという語形変化で、現代の言語ではアラビア語のイダーファやヘブライ語のスミフートがこれにあたる。初期のエジプト語には冠詞がなかったが、新エジプト語の時代に pȝ, tȝ, nȝ のような冠詞が出現した。また、他のアフロ・アジア語族の言語同様、名詞には男性と女性の文法上の性と、単数、双数、複数の3つの文法上の数がある。

## 書記体系
| Y4 | n | R8 | S43 | Z1 · Z1 · Z1 |

| Y4 | n | R8 | S43 | Z1 · Z1 · Z1 |

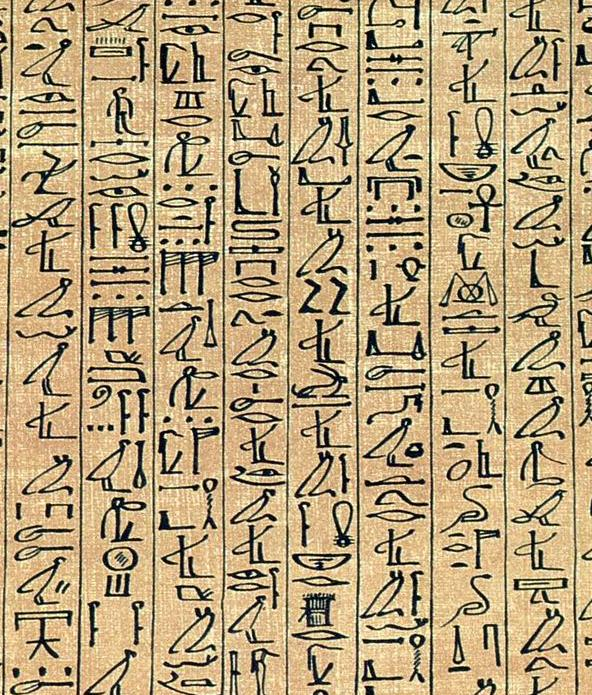
草書体のヒエログリフで書かれたパピルス文書『アニの教訓』の一部

現存しているエジプト語の記録で一番多いのは、ヒエログリフで記された石碑などである。しかし、それよりはるかに多くの文書がヒエラティックやデモティックなどで、パピルスに記されていたが、パピルスは石碑に比べ耐久性に乏しく、ほとんどが失われてしまったと思われる。エジプト第19王朝からエジプト第20王朝の頃にパピルスに書かれた『死者の書』のような宗教文書には、草書体のヒエログリフが使用されている。草書体は、石碑などに刻まれたヒエログリフに比べ簡略化されているが、ヒエラティックほどには崩れていない書体で、彫られたヒエログリフには多用されている合字は省略されている（右画像参照）。ヒエラティックには「石工のヒエラティック」(lapidary hieratic) と呼ばれ、石碑などに彫られたものもある。エジプト語の発展史の最終段階にコプト文字が現れ、他の書記体系に取って代わった。ヒエログリフはエジプト語で sš n mdw nṯr と表記され、「神々の言葉の文字」という意味である。ヒエログリフには2通りの使用法があった。1つは表意文字としての使用で、描かれている対象物そのものを文字が意味するものである。もう1つは、描かれた対象物の音価を仮借して、同じ音価の別の概念を意味するものである。

## 音韻
エジプト語の子音の音素は再建されてはいるものの、正確な音価は分からない部分も多く、さまざまな分類方法が試みられている。また、エジプト語の子音には有声と無声の区別に加え、他のセム語派の言語に見られるような強調子音の区別もある。
エジプト語が使用された期間は2,000年以上に及び、原エジプト語と新エジプト語の間の時間的な隔たりは、古ラテン語と現代のイタリア語の間の隔たりに相当する。その間、音韻にも相当の変化が起こったと考えるのが妥当であり、表記上の誤りに、そのような発音の変化を示す証拠と思われるものもある。
母音は文字上に表記されなかったため、エジプト語の母音体系の再建はさらに不確かなものになっている。しかし、エジプト語の中では唯一母音が表記されているコプト語や、エジプト語の人名のギリシア語への音訳など、他の言語に音訳された資料を基に一部判明しているものもある。そのようにして再建された「実際の発音」は、少数のエジプト語の専門家により使用されることはあるが、通常は便宜的にエジプト学において定められた発音方式を使用するのが一般的である。
破裂音
| p |

| p |

| t |

| t |

| T |

| T |

| k |

| k |

| b |

| b |

| g |

| g |

| d |

| d |

| D |

| D |

| q |

| q |

摩擦音
| f |

| f |

| s |

| s |

| S |

| S |

| X |

| X |

| H |

| H |

| h |

| h |

| z |

| z |

| x |

| x |

| a |

| a |

| A |

| A |

s と z の区別は中王国時代に消滅していった。
ʿ (ˁ) は古王国時代には /d/ であったが、中王国時代に咽頭音に変化したものと考えられている。セム語の咽頭音に倣って「エジプト語の"ع"（アイン）」と呼ばれている。
ḫ と ẖ がどのように区別されていたかについては議論があるが、有声と無声の対立のようなものであると考えられている。
ꜣ (ȝ) はしばしば「エジプト語の "アレフ (Aleph)"」（声門閉鎖音）と呼ばれ、古い時代の r あるいは l の音素の名残であるとも考えられている。
| i |

[ı͗], おそらく声門閉鎖音 ([ʔ])
| i | i |

y ([ı͗ı͗]) [j]
| w |

w, [w] または [u]
鼻音
| m |

m
| n |

n
流音
| r |

r
/l/ は n, r, j, nr または ȝ で表記されたり、ライオンの形の2子音文字 rw で表記された。
声門閉鎖音 エジプト語のアレフ (ꜣ / ȝ) はもともと、歯茎接近音 /ɹ/ であった可能性もある。

### エジプト学における発音方式
上述のように現在エジプト語を発音する際は、エジプト学の研究者たちによって定められた便宜的な発音方式が用いられる。その発音方式では、それぞれの子音に仮の音価が定められ、そこに仮の母音を挿入して発音する。「エジプト語のアレフ ꜣ / ȝ」と「アイン ʿ / ˁ」は本来別々の子音を表しているが、ともに /a/「ア」の母音として発音する。また、y は母音 /i/「イ」として、w は母音 /u/「ウ」として発音する。それ以外の子音と子音の間には母音 /e/「エ」を挿入して発音する。例えば、王名のラムセスのエジプト語の表記は、[Rˁ-ms-sw] であるが、上記の規則に従えば「ラー・メセスウ」(Ra-mesesu) という発音になる。意味は、「太陽神ラーが彼を生み出した」である。

### コプト語への変化
古典的なエジプト語の子音のコプト語への変化は概ね下のとおり。
| 中エジプト語の子音 | コプト語（サイード方言）の子音 |
| ------------------ | ------------------------------ |
| ꜣ (ȝ)              | y, i                           |
| ṯ                  | t                              |
| ḏ                  | t, d                           |
| k                  | k, g                           |
| ḫ, ẖ, š            | š, ḫ, h, ẖ                     |

## 文法
他の多くのアフロ・アジア語族の言語と同様、古、中エジプト語の語順はVSO型であったが、新エジプト語の時代に変化が起こり、コプト語ではSVO型になっている。以下は、エジプト語の中でも古典的言語として使用され続けた中エジプト語を中心に述べる。

### 名詞
エジプト語の名詞は、男性と女性の文法上の性に分類され、女性名詞は語尾に女性マーカーの -t が表示される。単数、双数、複数の3つの文法上の数にも分類され、男性名詞では、複数形の語尾には -w, 双数形の語尾には -wy のマーカーが付き、女性名詞では、複数形の語尾には -wt 双数形で -ty のマーカーが表示される。
定冠詞や不定冠詞はなかったが、新エジプト語の時代に現れて、その後は広く使用されるようになった。

### 代名詞
エジプト語には3種類の人称代名詞がある:「接尾代名詞」(suffix)、「従属代名詞」(dependent)、そして「独立代名詞」(independent) である。また、動詞の不定詞に接尾して存在動詞を形成する語尾があるが、これを「4種類目の人称代名詞」とする説もある。3種類の人称代名詞は下のとおりである。
|               | 接尾代名詞 | 従属代名詞 | 独立代名詞 |
| 1人称単数     | -ı͗         | wı͗         | ı͗nk        |
| 2人称単数男性 | -k         | tw         | ntk        |
| 2人称単数女性 | -t         | tn         | ntt        |
| 3人称単数男性 | -f         | sw         | ntf        |
| 3人称単数女性 | -s         | sy         | nts        |
| 1人称複数     | -n         | n          | ı͗nn        |
| 2人称複数     | -tn        | tn         | nttn       |
| 3人称複数     | -sn        | sn         | ntsn       |

下は指示代名詞の一覧である。
| 男性名詞に付く | 女性名詞に付く | 複数名詞に付く |                                                                          |
| -------------- | -------------- | -------------- | ------------------------------------------------------------------------ |
| pn             | tn             | nn             | "この、その、これらの、それらの"                                         |
| pf             | tf             | nf             | "あの、あれらの"                                                         |
| pw             | tw             | nw             | "この、その、これらの、それらの"（古い形）                               |
| pȝ             | tȝ             | nȝ             | "この、その、これらの、それらの"（口語表現、新エジプト語では通常の表現） |

最後は疑問代名詞の一覧である。
| mı͗   | "誰? 何?" | （従属代名詞として使用）               |
| ptr  | "誰? 何?" | （独立代名詞として使用）               |
| ı͗ḫ   | "何?"     | （従属代名詞として使用）               |
| ı͗šst | "何?"     | （独立代名詞として使用）               |
| sı͗   | "どの?"   | （独立・従属代名詞どちらとしても使用） |

### 動詞
エジプト語の動詞の形態は、定動詞と非定形の2種類に分類される。定動詞は様々な接辞により、人称、相（時制）、法、態（能動・受動）を表す。定動詞の代表的な変化形に「sḏm.f形」と「sḏm.n.f形」がある。sḏmは、動詞「聞く」、-f は3人称単数男性の接尾人称代名詞で、「彼は聞く（聞いた）」という意味になるが、ここでの sḏmや –f は、動詞と人称接尾辞の代表として挙げられているものである。通常「sḏm.n.f形」は完了した行為を表し、「sḏm.f形」は状況により、完了、未完了いずれかを表す。非定形の動詞の形態には不定詞、分詞がある。不定詞は動詞を名詞化したもので、分詞は形容詞化したものである。このようなエジプト語の動詞変化は、その形態がはっきりと文字上に現れないものが多い。また、エジプト語の母音を表さない表記法とも相まって、文脈から判断する必要がある。

### 形容詞
形容詞は、修飾する名詞の数・性に一致する。
例: s nfr「よい男」に対し、st nfrt「よい女」。
また、名詞を修飾する場合、形容詞は名詞の後に置かれる。
例: nṯr ˁȝ「偉大な神」。
しかし、形容詞が述語となる文（句）では、主語である名詞の前に置かれる。
例: ˁȝ nṯr「神は偉大なり」。

### 前置詞
エジプト語には名詞の前に置かれる前置詞が数多くあり、下はその例である。
| m   | "…で、に、から（場所・時）、…（の資格）として、…とともに" |
| n   | "…に（人）、…のために、…の"                               |
| r   | "…に（人・場所）、…について、…より（比較）"               |
| ı͗n  | "…によって"                                               |
| ḥnˁ | "…とともに"                                               |
| mỉ  | "…のように"                                               |
| ḥr  | "…の上に"                                                 |
| ḥȝ  | "…の後に、…の周りに"                                      |
| ẖr  | "…の下に、…しながら（動詞の不定詞とともに）"              |
| tp  | "…の上に"                                                 |
| ḫnt | "…の前に"                                                 |
| ḏr  | "…以来"                                                   |

### 副詞
エジプト語の副詞は文末に置かれる。
例: šm.n. nṯr ỉm  「神がそこへ行った」、(ỉm) 「そこへ」が副詞である。
下はよく使われるエジプト語の副詞の例である。
| ˁȝ    | "ここに（で、へ）"                    |
| ı͗m    | "そこに（で、へ）"                    |
| ṯnỉ   | "どこに（で、へ）"                    |
| sy-nw | "いつ"（直訳は "どの・時"）           |
| mı͗-ı͗ḫ | "どのように"（直訳は "何・のように"） |
| r-mı͗  | "なぜ"（直訳は "何の・ために"）       |

### 概論
- Loprieno, Antonio, Ancient Egyptian: A Linguistic Introduction, Cambridge University Press, 1995. ISBN 0-521-44384-9 (hbk) ISBN 0-521-44849-2 (pbk)

### 文法
- Allen, James P., Middle Egyptian - An Introduction to the Language and Culture of Hieroglyphs, first edition, Cambridge University Press, 1999. ISBN 0-521-65312-6 (hbk) ISBN 0-521-77483-7 (pbk)
- Collier, Mark, and Manley, Bill, How to Read Egyptian Hieroglyphs : A Step-by-Step Guide to Teach Yourself, British Museum Press (ISBN 0-7141-1910-5) and University of California Press (ISBN 0-520-21597-4), 共に 1998.
- Gardiner, Sir Alan H., Egyptian Grammar: Being an Introduction to the Study of Hieroglyphs, Griffith Institute, Oxford, 3rd ed. 1957. ISBN 0-900416-35-1
- Hoch, James E., Middle Egyptian Grammar, Benben Publications, Mississauga, 1997. ISBN 0-920168-12-4
- 吉村 薫, ヒエログリフ入門　古代エジプト文字への招待, 株式会社弥呂久, 1988. ISBN 978-4946482007

### 辞書
- Faulkner, Raymond O., A Concise Dictionary of Middle Egyptian, Griffith Institute, Oxford, 1962. ISBN 0-900416-32-7 (hardback)
- Lesko, Leonard H., A Dictionary of Late Egyptian, 4 Vols., B.C. Scribe Publications, Berkeley, 1982. ISBN 0-930548-03-5 (hbk), ISBN 0-930548-04-3 (pbk).
- Shennum, David, English-Egyptian Index of Faulkner's Concise Dictionary of Middle Egyptian, Undena Publications, 1977. ISBN 0-89003-054-5

### オンライン辞書等
- Online Translator 英語の単語、文をエジプト語に翻訳可能（英語）
- The Beinlich Wordlist エジプト語のオンライン辞書（ドイツ語）
- Thesaurus Linguae Aegyptiae（ドイツ語）